# Garabet III (ormiański patriarcha Konstantynopola)
Garabet III (ur. ?, zm. ?) – w latach 1823–1831 62. ormiański Patriarcha Konstantynopola.